# Ermac
Ermac es un personaje ficticio de la serie de juegos de lucha Mortal Kombat de Midway Games y NetherRealm Studios. Debutó como un personaje desbloqueable en Ultimate Mortal Kombat 3. Es una fusión o amalgama de las almas de guerreros fallecidos y posee habilidades telequinéticas.
Fue creado por un rumor falso en el juego Mortal Kombat de 1992, el cual decía que se podía desbloquear a otro luchador con su nombre, y después de que este fuese desmentido, surgió otro que decía que existía un glitch con la paleta de colores de Scorpion, que teñían de color rojo su traje amarillo y cambiaba su nombre a "Ermac" (ERROR MACRO), y debido a la popularidad que alcanzó en su momento, los desarrolladores decidieron incluirlo como un personaje aparte en Ultimate Mortal Kombat 3.
El nombre surgió gracias a que en el menú de auditorías del juego había un contador llamado "Ermacs" (ERROR IN THE MACHINE), que contaba cuantas veces surgía un fallo en la paleta de colores de un personaje (generalmente de un ninja), el cual casi siempre estaba en cero. Esto hizo pensar a los aficionados que había un luchador secreto, quiénes pasaban horas tratando de obtenerlo. Éste era un error muy poco común en las máquinas de Mortal Kombat, que fue corregido cuando salió el lanzamiento oficial para arcades.
A partir de Mortal Kombat: Deception, Ermac comenzó a referirse a sí mismo en plural, al ser un conjunto de almas materializado en un solo cuerpo. En la nueva era, el cuerpo de Ermac contiene numerosas almas fusionadas por la magia del hechicero Quan Chi.

## Historia y creación
En el menú de diagnósticos del título de arcade original, Mortal Kombat (1992), en la pantalla de auditorias se mostraba un macro el cual había sido creado por el cocreador y programador del juego, Ed Boon, para reportar errores de código. Esta práctica había sido empleada por Midway Games desde su título Smash TV. El nombre que se usaba para reportar los errores de código se llamaba “Ermacs” (una contracción pluralizada de Error Macro) como el número de veces que se ejecutaría el programa. En versiones tempranas del juego, aparecía en la pantalla de auditorias del juego debajo de un contador llamado “Derrotas de Shang Tsung” (el jefe final del modo arcade). Sin embargo, cuando Ed Boon agregó al personaje secreto Reptile en la tercera revisión,“Ermacs” aparecía debajo de unos nuevos contadores llamados “Apariciones de Reptile” y “Batallas contra Reptile”. Esto, sin más pistas, incentivó a los jugadores de la época a encontrar a un supuesto personaje secreto llamado ”Ermac”.
Midway eliminó el contador de “Ermacs” tras la quinta y última actualización del juego en marzo de 1993, pero la especulación sobre el personaje se intensificó luego de que la revista de videojuegos estadounidense, Electronic Gaming Monthly publicó una supuesta captura del primer Mortal Kombat y una carta de un tal “Tony Casey” quien afirmaba haber luchado en el juego contra un ninja rojo llamado “Ermac” y había tomado una foto con una cámara instantánea de la máquina arcade como evidencia. Sin el conocimiento de la revista, la foto era en realidad una imagen manipulada del ninja amarillo Scorpion en el escenario del Santuario del Guerrero (Warrior Shrine), en la versión de Super Nintendo del juego, con su traje tintado de rojo y con una frase superpuesta en el centro de la pantalla que decía “Ermac Wins” (Ermac gana). Las respuestas de los lectores impresas dos ediciones más tarde contenían diversas instrucciones complejas de como acceder al personaje. Como ahora el ninja rojo no existente llamado Ermac, los jugadores reclamaban apariciones de un extraño glitch que causaría que los trajes y sprites de los ninjas del juego (Scorpion o Sub-Zero) se tintaran de rojo, y apareciera el nombre de “Error Macro” o “Ermac” en la barra de salud. Sin embargo, tal ocurrencia no era posible ya que el contador de macro no aumentaría en caso de un glitch genuino, y no existían paletas de colores rojas para los personajes.
A pesar de que Midway incluyó un mensaje desordenado en la secuela del juego, Mortal Kombat II que decía “Ermac does not exist” (Ermac no existe), ni Boon ni el director de marketing de Midway Roger Sharpe negaron rotundamente la aparición del personaje en el juego. En octubre de 1995, dos años después de la publicación en la revista Electronic Gaming Monthly, Ermac fue finalmente añadido al roster de Ultimate Mortal Kombat 3 (una actualización de Mortal Kombat 3), ya que los desarrolladores sentían que Ermac se había transformado de ser solo un mito a una leyenda urbana, y por lo tanto justificaron su inclusión en la serie. Ed Boon clarificó los rumores a través de Twitter en 2011, y dijo que el mantuvo el nombre del contador “Ermacs” en secreto como esperanza de aumentar la especulación de los aficionados sobre el personaje.
NetherRealm Studios ha insertado alusiones a los rumores y el engaño de la revista Electronic Gaming Monthly en los juegos posteriores de la saga y en los medios relacionados; Ermac apareció en un panel del cómic precuela de Mortal Kombat II que fue escrito e ilustrado por John Tobias y publicado por la compañía en 1994. En el modo practica de Mortal Kombat: Deception, se contenía un mensaje que decía “Es un hecho poco conocido que Ermac es la abreviatura de Error Macro”. Ermac también fue un jefe secreto en el spin-off Mortal Kombat: Shaolin Monks, apareciendo en Warrior Shrine (en alusión a las capturas de fotos de la revista EGM). Skarlet, una ninja no existente roja de MKII también quien también tuvo orígenes parecidos, fue incluida como personaje seleccionable en Mortal Kombat (2011), cuando la compañía consideró una segunda ocasión de transformar los rumores de los aficionados en una realidad.

## Apariciones en los juegos

### Ultimate Mortal Kombat 3/Mortal Kombat Trilogy

#### Biografía
Un enigma sumido en el misterio. Se cree que el existe como una fuerza unida por los guerreros del Mundo Exterior que fueron eliminados. Shao Kahn se las arregló para tener posesión de estas almas y usarlas para pelear junto al mal.

#### Desbloqueo
En Ultimate Mortal Kombat 3, al completar el juego, el jugador accede a un menú llamado Los Tesoros de Shao Kahn, allí debe introducir el código necesario para desbloquear a Mileena, Ermac y Sub-Zero (Bi Han).

#### Movimientos especiales
- Destellos de fuego: Ermac dispara de sus manos cuatro chispas centellantes, en forma de combustión impactaran en el torso del oponente haciéndolo retroceder en el campo.
- Teletransportación de impacto: Ermac se teletransporta hacia abajo y reaparece dándole un puñetazo a su oponente.
- Telequinesis: Ermac levanta su brazo, se rodea de un aura verde, y provoca que el oponente sea elevado y lo impacte una y otra vez con el piso, después de unos cuantos golpes lo suelta derribado en el campo.

#### Fatality
- Psicoquinesis: Ermac levanta su brazo, se rodea de una aura verde, provocando convulsiones al hacer levitar y dejar caer al oponente al suelo, luego de unos impactos su cuerpo caerá y explotara en huesos y charcos de sangre.
- Puñetazo decapitador: A corta distancia, compacta su cuerpo y levantando su puño decapita al oponente, hará volar la cabeza mientras el cuerpo se derrumba con un flujo de sangre del cuello.
- Friendship: Utilizado en Mortal Kombat Trilogy. Levanta su brazo y hace retorcer al oponente, cuando lo eleva en el aire provoca una combustión y lo convierte en un conejo que va moviendo su nariz.
- Babality: Utilizado en Mortal Kombat Trilogy. Un bebé con toda la indumentaria incluida, descalza pero con el antifaz.
- Animality: Utilizado en Mortal Kombat Trilogy. Transformación en un sapo de colores realistas, saltando al torso del oponente expulsa su lengua y extendiendo su boca se traga por completo el cuerpo del oponente dejando un gran charco de sangre en el aire.
- Brutality: Combo de once golpes por el cual hace implosionar el cuerpo de su oponente en restos y charcos de sangre.

### Mortal Kombat: Deception

#### Biografía
Somos Ermac. Somos la fusión de almas de guerreros muertos creada por Shao Kahn para obedecerle sin cuestionar nada. Le servimos cumpliendo sus mandatos durante muchos años hasta que el guerrero de la Tierra, Kenshi, liberó nuestras ataduras y nos despertó la percepción de los mundos que nos rodean. Ahora somos libres para elegir nuestro propio destino. Nos encontramos con otro espíritu guerrero como nosotros, quien, al igual que Kenshi, comprendió nuestro sufrimiento. Con ganas de redimir nuestra culpa de las atrocidades que cometimos en nombre de Shao Kahn, ayudamos a este guerrero, Liu Kang, a liberar a sus aliados del control mental al que el Rey Dragón los sometía. Sí, Shao Kahn está muerto, pero parece que su esencia continúa viva en esta nueva amenaza. Es como si Shao Kahn y Onaga fueran manipulados por el origen de los Reinos.

#### Estilos de pelea
- Hua Chuan
- Choy Lee Fut

#### Armas
- Hacha

#### Movimientos especiales
- Impacto telequinético
- Bola de fuego
- Levitación

#### Remates
- Psicoquinesis: Ermac levanta su brazo, rodeándose de un aura verde, luego empieza a golpear a su oponente contra el piso hasta que el cuerpo del oponente explota.
- Parto de telequinésis: Ermac levanta sus brazos y hace levitar a su oponente, estando en el aire, Ermac lo estira con telequinesis hasta partirlo en dos.

#### Final
En una cámara del exterior de las salas del trono del Rey Dragón, Ermac luchó contra los camaradas esclavizados de Liu Kang, ni siquiera los cinco guerreros eran rival para Ermac, pero derrotarlos no era su objetivo. Liu Kang se materializó y uno a uno liberó sus almas, mientras Ermac mantenía ocupados al resto finalmente los cinco fueron liberados del control mental de Onaga. Ermac estaba complacido que sus habilidades por fin sirvieran para un fin noble, sin embargo, sintió una fuerza amenazadora todavía daba forma el destino de los Reinos estaba por todas partes podía sentir su influencia hacia Onaga aunque el Rey Dragón ignoraba por completo esta manipulación, el tiempo se acababa. Ermac temía que la celebración de su última victoria fuera corta.

### Mortal Kombat: Armageddon

#### Biografía
Ermac colaboró con Liu Kang para liberar a Jax Briggs, Sonya Blade, Kung Lao, Johnny Cage y Kitana del control de Onaga. Pero sentía que algo más amenazante ocurriría. Tras viajar por los reinos fue interceptado por Ashrah, una demonio del Infierno que cazaba otros demonios para purificar su esencia. Ermac la derrota y continúa con su viaje hasta llegar a la pirámide de Argus.

#### Estilo de pelea
- Choy Lay Fut

#### Armas
- Hacha

#### Final
El poder de Blaze dividió a Ermac en la horda de guerreros que lo componían, tomando forma física cada uno. Ermac los guiaba como una consciencia colectiva. Ermac ya no era una simple fusión de almas, ahora era un ejército entero.

### Mortal Kombat 9
Ermac fue presentado al final del primer torneo como la creación definitiva de Shao Kahn, la fusión de cientos de almas de guerreros que han sucumbido ante el poder del Emperador, en un solo guerrero. Su primer desafío es ante Liu Kang, siendo derrotado. Para recobrar sus energías, Ermac descansa en la Cámara de Almas siendo increpado por Jax Briggs, Sonya Blade y Sub-Zero. El primero en atacar es Jax, pero es derrotado y mutilado, Ermac utiliza su telequinesis para arrancar los brazos de Jax. Sonya acude a su ayuda mientras que Sub-Zero desafía a Ermac, derrotándolo. Se encuentran nuevamente en el campanario, en donde Ermac impide el escape de soldados terrestres, pero esta vez es derrotado por la forma cyborg de Sub-Zero.

#### X-Ray
Ermac hace levitar a su oponente y lo hace estrellar su cabeza con el suelo, luego él mismo levita y cae de espaldas sobre la espalda del oponente, fracturando su columna.

#### Remates
- Destructor mental: Ermac hace levitar a su oponente y con su telequinesis le arranca brazos y piernas, luego aplasta su cabeza contra el suelo.

- Control de peste: Ermac reduce el tamaño de su oponente hasta dejarlo extremadamente pequeño. El oponente correrá desorientado mientras Ermac da un pisotón y lo tritura.

- Babality: Luego de transformarse, Ermac usa su telequinesis para levitar, pero no puede controlar su poder y da giros en el aire.

#### Final
Con Shao Kahn muerto, Ermac ya no estaba ligado a él. Los guerreros que componían a Ermac lucharon por el control, causando la anarquía dentro del guerrero. Pero solo un alma tenía el poder para controlar el caos y liderar. Ermac regresó al Mundo Exterior dispuesto a reencontrarse con su pasado. Sindel y Kitana se asombraron al descubrir que el alma que tomó el control de Ermac era nada más y nada menos que el antiguo rey de Edenia, Jerrod. Tal vez no sea el mismo que reinó junto con Sindel y Kitana, pero Ermac está dispuesto a proteger y servir al reino de Edenia.

### Mortal Kombat X
Tras la caída de Shao Kahn y la fallida invasión de Shinnok, Ermac ofreció su lealtad a la nueva Emperatriz del Mundo Exterior, Mileena. Durante ese tiempo, la Emperatriz luchaba contra la rebelión liderada por Ko'atal, con una leve tregua ocasionada por el ataque de Havik y Reiko, en la que también Ermac fue secuestrado. Tras el reinicio de la Guerra Civil del Mundo Exterior, Ermac cuestionó las decisiones de Mileena y la abandonó para enlistarse en las filas de Ko'atal, el cual tomó el trono renombrándose como Kotal Kahn. Ermac luchó contra la rebelión de Mileena y luego, junto con Kotal Kahn, Erron Black, Ferra/Torr y Reptile dieron caza a los Guerreros de la Tierra, ya que Kotal creyó que ellos robaron el amuleto de Shinnok.

#### Variantes
- Espectral
- Maestro de Almas
- Místico[17]

#### X-Ray
- Somos muchos: Tras aturdir a su oponente con telequinesis, Ermac levita, baja y le rompe el cráneo de un cabezazo, levita y baja nuevamente y le parte el cuello de una patada, haciendo que éste caiga al suelo, y por último vuelve al aire, da una voltereta y le aplasta la cabeza.

#### Final
Ermac, de nuevo solo, recorrió los pasillos laberínticos de la vieja fortaleza de Shao Kahn en busca del origen de una débil voz que lo llamaba. De repente, una pequeña nube de polvo rozó su pecho y extrajo una de sus muchas almas. El polvo tomó la forma de un hombre que comenzó a consumir un alma tras otra. Mientras un debilitado Ermac observaba impotente, reconoció la misteriosa figura: El brujo Shang Tsung. Regresado de entre los muertos.

### Mortal Kombat 11
Ermac aparece como un personaje no jugable en esta entrega. Se lo puede ver en la Kripta, cayendo desde el Foso en la isla de Shang Tsung, donde es empalado por una de las púas y el jugador puede recoger su Amuleto de Almas.
También aparece en el Fatality de Rain, "Limpieza a presión".

### Mortal Kombat 1
En la nueva era creada por Liu Kang, Ermac vuelve a ser una asimilación de almas, ahora creado por Quan Chi a partir de espíritus de los muertos robados de su lugar de descanso dentro del Bosque Viviente. Domina fácilmente a un grupo de defensores de la Tierra por orden de Quan Chi después de su finalización, pero la magia que une las almas internas se desestabiliza después de que Kenshi succiona varias de ellas a su espada para desatar su poder y Ashrah luego vence a Ermac en la batalla. Su posterior derrota a manos de Mileena permite que el alma de Jerrod rompa el hechizo y asuma el control del cuerpo de Ermac, después de lo cual se reúne con Sindel y su familia antes de unirse a la alianza de Liu Kang para proteger la Tierra y el Mundo Exterior contra Quan Chi y Shang Tsung. Cuando Sindel es asesinada por su contraparte malvada engendrada en la línea temporal del Titán Shang Tsung, Jerrod absorbe su alma y nombra a Mileena su sucesora como emperatriz del Mundo Exterior.

## Recepción
El editor ejecutivo de GamesRadar+, Eric Bratcher, en una retrospectiva de Electronic Gaming Monthly de 2009, acreditó al bulo de la revista como la incorporación de Ermac a la serie de Mortal Kombat, mientras que Mental Floss y Kotaku consideraron a Ermac el resultado del entusiasmo de los aficionados por el propio personaje. William Bloodworth de The Escapist comparó la reacción de los fanáticos sobre Ermac con la de MissingNo, el personaje glitch de la franquicia Pokémon. Steve Watts del ya desaparecido sitio sobre videojuegos 1Up.com, escribió en 2011 que algunos glitches de videojuegos como Ermac “vivirán como leyendas hasta que los creadores no tengan más opción que convertirlos en una realidad.” El personal de GameTrailers trató de acceder a Ermac en el primer juego de la saga, sin éxito, con las instrucciones publicadas de la revista Electronic Gaming Monthly.
Ermac ha sido recibido positivamente por su desarrollo de personaje, mientras que muchos medios de comunicación de juegos lo han posicionado como uno de los mejores personajes en la serie de Mortal Kombat. GamesRadar+ comentó en 2014: “Este ninja rojo puede no ser tan icónico como Sub-Zero o Scorpion, pero es difícil no amar a Ermac por sus… poderes supernaturales de telekinesis, como los personajes Sith de Star Wars”. Ermac y otros ninjas de Mortal Kombat ocuparon el tercer lugar en la lista de 2009 de GamePro de los diecisiete mejores personajes de videojuegos con cambios de paleta de colores, si bien Dan Ryckert de Game Informer escribió en 2010 que él no quería a esos personajes, además de Scorpion y Sub-Zero, en futuras instalaciones de la serie, mientras que Evan Narcisse de Time describió al traje de Ermac en Mortal Kombat (2011) como simplemente diferenciador de Sub-Zero. Jeff Gerstmann de GameSpot sintió que desbloquear a Ermac en Ultimate Mortal Kombat 3 era “un lío”.
Los movimientos finales de Ermac en sus apariencias en la serie han sido aclamados, particularmente su Fatality “Pest Control” de Mortal Kombat (2011), en la que encoge a su oponente y lo aplasta con su pie. Cuando NetherRealm Studios posteó un tráiler de su Fatality “Inner Workings” de Mortal Kombat X en marzo de 2015 en YouTube, este acumuló 850 mil visitas en menos de un mes, y había cosechado publicidad por su contenido gráfico. Ryan Smith de Chicago Reader remarcó el Fatality en un artículo de abril de 2015 titulado “¿Ha Mortal Kombat finalmente ido demasiado lejos?”, describiéndolo como “un acto de tortura medieval imaginado por Tolkien”. Justin Clark de GameSpot escribió en 2022 que el Fatality “podría ser en realidad el acto de terror surrealista más impactante, sangriento y repugnante que jamás haya ocurrido en un videojuego, y mucho menos en la serie Mortal Kombat”.
La respuesta a las encarnaciones en medios alternativos de Ermac ha sido negativa. Su aparición en la película Mortal Kombat: Aniquilación fue remarcada como “inútil” por Seth Robinson de Newsarama. Nathan Birch de Uproxx lo describió como un “olvidable clon rojo de Scorpion” y que su pelea contra Sonya en la película había sido “mediocre”. Carl Lyon de Fearnet censuró el diseño del personaje en la serie web Mortal Kombat: Legacy y su rol por tener “poco desarrollo fuera de un oponente… que se despacha rápidamente”, y mientras que Gavin Jasper de Den of Geek dijo que la pelea contra Kenshi había sido “buena”, criticó su rol en la historia de los episodios.

## Apariciones de Ermac
- Mortal Kombat (como un rumor)
- Ultimate Mortal Kombat 3
- Mortal Kombat Trilogy
- Mortal Kombat Advance
- Mortal Kombat: Deception
- Mortal Kombat: Shaolin Monks
- Mortal Kombat Unchained
- Mortal Kombat Armageddon
- Ultimate Mortal Kombat
- Mortal Kombat 9
- Mortal Kombat X
- Mortal Kombat 1